# IBM 801
IBM 801 — проект экспериментального мини-компьютера компании IBM, разрабатывавшийся группой разработчиков под руководством Джорджа Радина. Как и вся техника IBM военного назначения, создавался в режиме секретности (материалы проекта были засекречены до 1982 г.). Созданная в рамках проекта архитектура использовалась в различных целях в продуктах IBM вплоть до 1980-х гг.

## История проекта
Проект 801 был начат как исследовательский Джоном Коком в октябре 1975 года в Исследовательском центре Томаса Ватсона. Свой порядковый номер проект получил в честь номера здания, в котором он разрабатывался.
IBM исследовала возможности по увеличению производительности существующих машин. Члены проекта изучали статистику программ, исполнявшихся на мейнфреймах System/370 и алгоритмы компиляторов. В этом проекте зародилась идея создания небольшого и быстрого процессорного ядра, которое затем может исполнять микрокод любой машины.

## Операционно-технические характеристики
В рамках проекта быстрое ядро было реализовано как процессор 801. К лету 1980 года прототип процессора был изготовлен по технологии Motorola MECL-10K . Длительность такта процессора составляла около 66 наносекунд (приблизительно 15,15 МГц), производительность достигала 15 MIPS. Данный вариант имел 24-битную адресацию без поддержки виртуальной памяти. Архитектура 801 использовалась в разных проектах IBM, включая контроллеры ввода-вывода для мейнфреймов S/370, сетевые устройства и даже центральный процессор мейнфрейма IBM 9370.

## Дальнейшее использование наработок
В начале 1980-х наработки проекта 801 использовались в проекте Америка (America Project), который привел к созданию микропроцессорной архитектуры IBM POWER и линейки серверов и рабочих станций RS/6000, а также в проектах RISC-I и RISC-II, осуществлявшихся группой разработчиков под руководством Дэвида Паттерсона в Калифорнийском университете в Беркли.

## Признание
Джон Кок позже получил Премию Тьюринга (1987) и Национальную научную медаль США (1994, Математические и компьютерные науки) за свою работу над проектом 801.